# Llac Mweru Wantipa
|  | No s'ha de confondre amb llac Mweru. |

El llac Mweru Wantipa (també anomenat "pantà de Mweru") és un sistema de llacs i pantà a la província del Nord de Zàmbia. En el passat s'ha considerat un llac misteriós, mostrant fluctuacions en el nivell de l'aigua i la salinitat que no s'explicaven completament per la variació dels nivells de pluja; se sap que s'asseca gairebé completament. Això s'agreuja per la seva llunyania i no rep la mateixa atenció de geògrafs i geòlegs que els seus veïns més grans i accessibles, com el llac Tanganyika, a 25 km a l'est, i el llac Mweru, a 40 km a l'oest, amb els quals de vegades es confon el seu nom.
El llac Mweru Wantipa és un llac de la vall del Rift situat en una branca del Rift d'Àfrica Oriental, que va des del riu Luapula fins al llac Tanganyika. La seva aigua és d'aspecte fangós, de vegades amb tonalitats vermelloses i 'lleugerament greixosa'. En el dialecte local "wa ntipa" significa "amb fang", per tant, "Mweru Wantipa" el distingeix del seu veí més gran, el llac Mweru, que té aigües més clares.